# Sporendocladia castaneae
Sporendocladia castaneae är en svampart som beskrevs av G. Arnaud ex Nag Raj & W.B. Kendr. 1975. Sporendocladia castaneae ingår i släktet Sporendocladia och familjen Ceratocystidaceae.   Inga underarter finns listade i Catalogue of Life.